# 特拉华大学
特拉华大学（英語：University of Delaware，简称或），美国德拉瓦州的最大的大学，是该州唯一一所研究型大学。主校区位于纽瓦克，在多佛、威尔明顿、刘易斯和乔治敦有分校区。

## 歷史
1743年，特拉华大学的前身自由学校（Free School）由长老会牧师弗朗西斯·阿里森成立于宾夕法尼亚州新伦敦。
此后多次易名、迁址。1769年改为纽瓦克学院（Academy of Newark），并获得宾夕法尼亚殖民地政府颁发的宪章。1776年殖民地政府为防止其与宾夕法尼亚大學竞争而取消其宪章。
1843年，与纽瓦克学院（1833年特拉华州政府成立）合并，改名特拉华学院（Delaware College）。
1859年至1870年间关闭，1870年通过赠地法案重新开张。1921年改为现名特拉华大学（英語：University of Delaware）。
1945年，和特拉华女子学院（Women's College of Delaware）合并，成为男女共学的大學。

## 校區

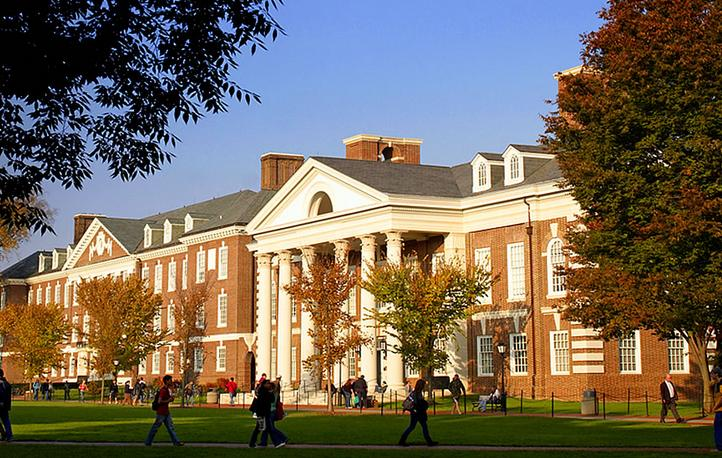
大学校内的草坪和建筑

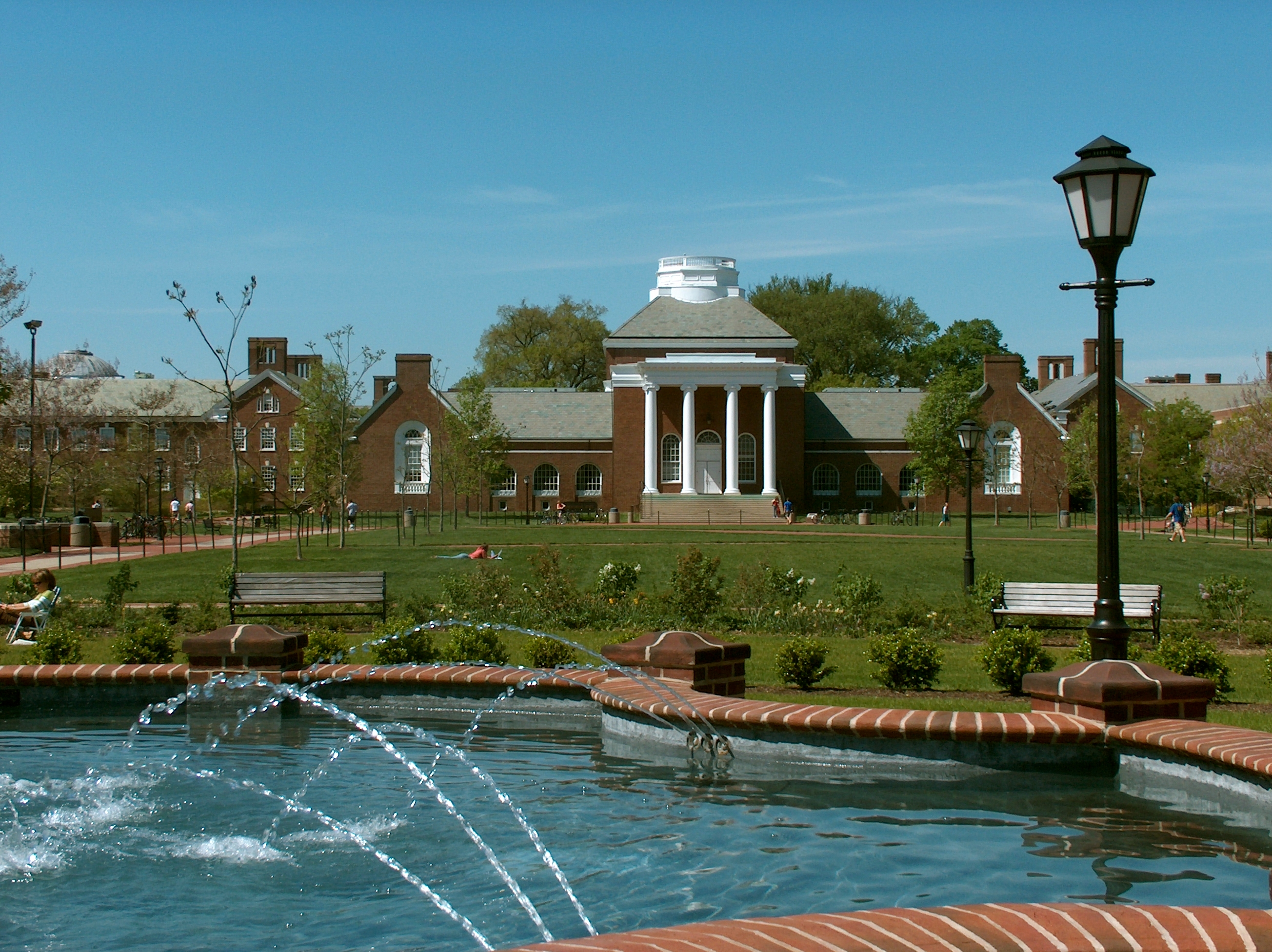
大學體育館

德拉华大学绿化良好，有着乔治亚式的教研大楼和管理大楼。学校享有政府允许的陆地、海洋、太空与城区使用权。
德拉瓦大学位于特拉华州的纽瓦克市。紐瓦克基本上是一座大學城，小鎮的主要街道是貫穿東西的Main street。小鎮除靠95號州際公路，延東北跟西南來往於紐約跟華盛頓特區之外，穿過小鎮的主要兩條公路即896跟273號公路，也帶領學生們深入新英格蘭的心臟，或者一親契斯皮客灣的大西洋岸。
德拉瓦大学距离第95号州际公路只有几分钟的路程。从纽瓦克乘坐汽车或火车到华盛顿特区和纽约市不过2小时车程（170 公里），距费城和巴尔的摩（80公里）1小时车程，距离费城国际机场仅有55分钟的车程。
德拉瓦大学距特拉华州首府多佛市、新泽西和马里兰的海滨旅游胜地与帕克诺山滑雪胜地仅有2个小时的车程。附近大西洋以及宾夕法尼亚州波可诺山脉的旅游区也为学生提供了丰富的夏季和冬季活动地点。

## 學生生活
校内有多样性社团，学生可自选参加。校方提供的各方面的辅导，学生可多加利用。
特殊设施包括学习研究中心、美术馆、广播电视、语言中心等供学生使用。运动设施包括体育馆、溜冰场、游泳池、网球场、健身房、田径场、回力球场。

## 學術
特拉華大学是該州較好的大學之一，排名依排名機構的不同而有較大差異。

## 著名校友
- 乔·拜登，第46任美国总统，曾任第47任美国副总统。
- Thomas McKean，美国独立宣言签署人。
- George Read，美国独立宣言签署人。
- James Smith，美国独立宣言签署人。
- John L. Anderson，现任伊利诺理工学院校长
- 王兴，美团网创始人兼CEO，人人网（原校内网）创始人，饭否网总裁。
- 理查德·赫克，2010年诺贝尔化学奖获得者。[19]